# Number one (絢香の曲)
「number one」（ナンバーワン）は、絢香の楽曲。彼女の12枚目のシングルとして2014年2月19日にA stAtionからリリースされた。
フジテレビ系列ソチオリンピック中継テーマソングとして書き下ろされた楽曲。絢香は「全力でエールを送る! そんな気持ちで創りました。選手の皆さんが大きなステージに立った時、今までの努力が花開く時、この曲が少しでも力になれたら嬉しいです」と話している。

## CDシングル
2014年第1弾シングル。当初は2014年2月12日発売予定だったが、1週間延期された。
カップリング曲には、絢香がイギリスの歌手ガブリエル・アプリンに提供した楽曲「Through the ages」（映画『黒執事』主題歌）の日本語によるセルフカバーバージョンなどを収録。初回限定盤にはビデオクリップを収録したDVDが付属する。

## 収録曲
| 全作詞・作曲: 絢香。 |                                                       |           |            |        |      |
| #                    | タイトル                                              | 作詞      | 作曲・編曲 | 編曲   | 時間 |
| 1.                   | 「number one」(CX系 ソチオリンピック中継テーマソング) | 絢香      | 絢香       | 河野圭 | 4:33 |
| 2.                   | 「Through the ages (セルフカバーver.)」               | 絢香      | 絢香       | 塩谷哲 | 5:50 |
| 3.                   | 「はじまりのとき (2013/11/19 日本武道館Live ver.)」   | 絢香      | 絢香       |        | 4:38 |
| 合計時間:            | 合計時間:                                             | 合計時間: | 25:24      |        |      |

### DVD（初回生産限定盤のみ）
1. number one (MUSIC VIDEO)
2. number one MAKING VIDEO

## 楽曲の収録アルバム
- レインボーロード (#1, #2)